# Roger McGuinn
Roger McGuinn, de son vrai nom James Joseph McGuinn III, est né le 13 juillet 1942 à Chicago. C'est un chanteur, guitariste et compositeur américain de folk rock. Il fut un des membres d’origine du groupe The Byrds, il a ensuite poursuivi une carrière en solo.
Il est surtout connu pour avoir été le leader des Byrds et un pionnier du folk-rock, il a donné un son caractéristique aux Byrds avec sa guitare électrique à douze cordes Rickenbacker 370-12, le « Jingle Jangle », équivalent à des pièces de métal qui s'entrechoquent (par exemple un bruit de clés dans une poche).

## Biographie

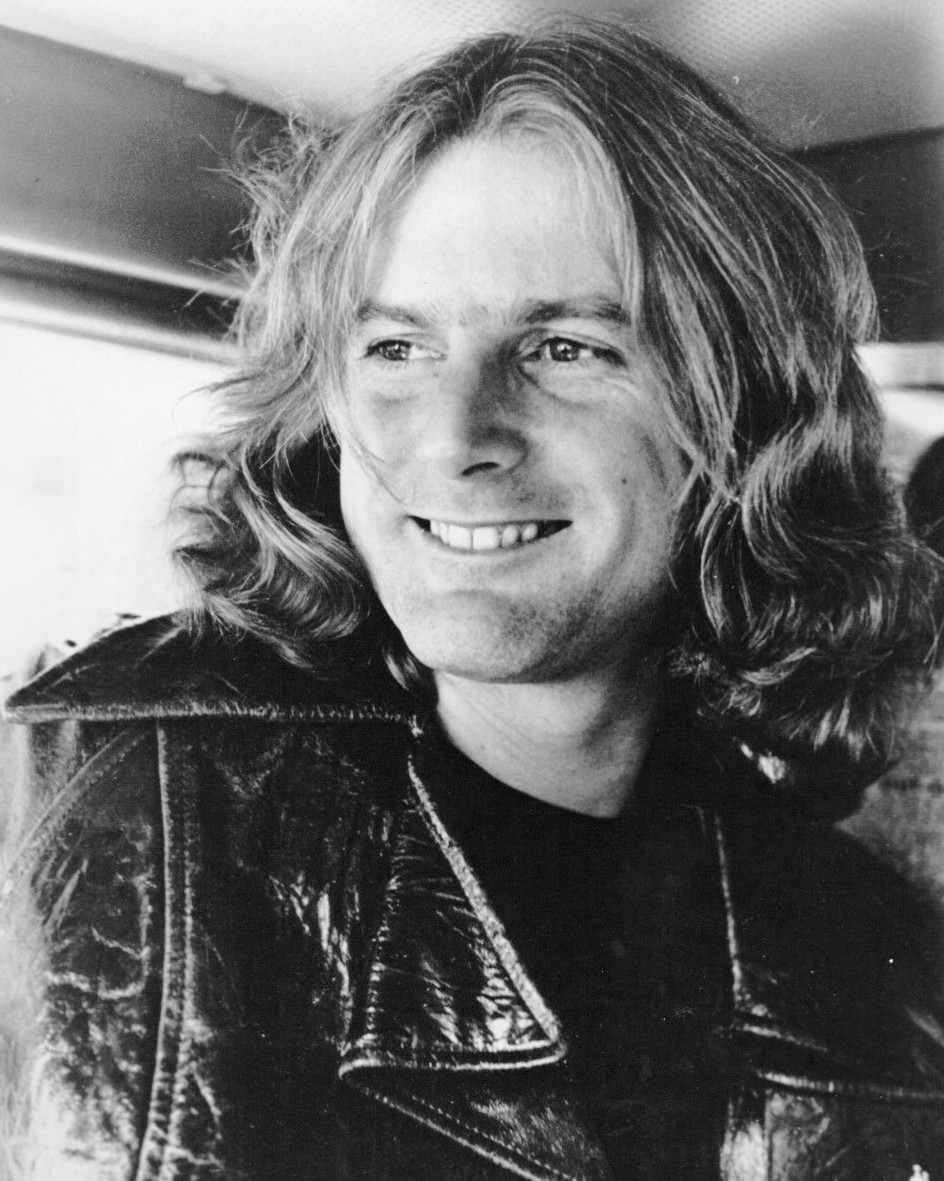
Roger McGuinn en 1976.

Après avoir fait une tournée avec le groupe « The Limelighters », il devient accompagnateur du Chad Mitchell Trio, enregistrant avec eux Mighty Day on Campus et At the Bitter End, puis il rejoint Bobby Darin.
Il a ensuite joué en studio pour Hoyt Axton, Judy Collins et Tom & Jerry (futurs Simon et Garfunkel), puis a formé le groupe « The Jet Set » avec David Crosby et Gene Clark. Après un single manqué sous le nom « The Beefeaters », ils recrutent Chris Hillman et Michael Clarke pour former The Byrds. Jim McGuinn a changé son prénom en 1967 suivant le conseil d’un gourou[réf. nécessaire]. 
McGuinn est le seul musicien sur la reprise de Mr. Tambourine Man (de Bob Dylan) qui fit la renommée des Byrds.
Au moment de la sortie du sixième album des Byrds, Sweetheart of the Rodeo, McGuinn était le seul membre fondateur encore dans le groupe avec Chris Hillman qui quittera ce dernier après l'enregistrement de l'album.
En 1969 il est l'interprète de deux chansons pour le film Easy Rider de Dennis Hopper. Ce faisant, il ne permettait pas à son ami Bob Dylan (auteur de ces deux chansons) d'apparaître dans la bande originale du film lors de sa sortie: les albums cartonnés d'époque ne mentionnaient que le nom de Roger McGuinn, la rectification et l'ajout du nom de Dylan ne sont intervenus que lors des rééditions CD du disque.
Il a participé à la tournée Rolling Thunder Revue avec Bob Dylan en 1975-1976, qu'il retrouve en 1987. Comme pendant sa période avec les Byrds, il a repris plusieurs compositions de Bob Dylan, par exemple Up to Me sur l’album Cardiff Rose.
En 1977, McGuinn a fait un album avec Chris Hillman et Gene Clark, tous deux anciens des Byrds. Le disque McGuinn, Clark & Hilman a donné un hit avec la chanson Don't You Write Her Off, écrite par McGuinn.
Gene Clark a quitté le groupe pendant l’enregistrement de l’album suivant, qui fut intitulé Roger McGuinn and Chris Hillman Featuring Gene Clark.
Après un troisième album paru en 1981, McGuinn et Hillman se sont séparés et McGuinn a poursuivi une carrière solo.
En 1989, apprenant que Michael Clarke voulait reformer un nouveau groupe des Byrds, McGuinn l’a pris de court en reformant les véritables Byrds avec Chris Hillman et David Crosby.
McGuinn a enregistré de nouveaux albums pendant les années 1990 et au début des années 2000.
Plus récemment, McGuinn a essayé d’utiliser le Web pour diffuser des chansons folk chaque mois. Une sélection des morceaux a été diffusée sur un CD intitulé Treasures from the Folk Den.

## Discographie
- Roger McGuinn, 1973
- Peace on You, 1974
- Roger McGuinn and Band, 1975
- Cardiff Rose, 1976
- Thunderbyrd, 1977
- Back from Rio, 1990
- Born to Rock & Roll, 1992
- Live from Mars, 1996
- McGuinn's Folk Den (4 volumes), 2000
- Treasures from the Folk Den, 2001
- Back to New York, 2002
- Live from Electric Lady Land, 2002
- Limited Edition, 2004
- The Folk Den Project, 2005